# Amtsgericht Kempen (Provinz Posen)
Das Amtsgericht Kempen war ein preußisches Amtsgericht mit Sitz in Kempen (Provinz Posen).

## Geschichte
Das königlich preußische Amtsgericht Kempen wurde mit Wirkung zum 1. Oktober 1879 als eines von neun Amtsgerichten im Bezirk des Landgerichtes Ostrowo im Bezirk des Oberlandesgerichtes Posen gebildet. Der Sitz des Gerichtes war Kempen. Sein Gerichtsbezirk umfasste den Kreis Schildberg ohne die Teile, die dem Amtsgericht Schildberg zugeordnet waren (dies waren die Stadtbezirke Grabow, Mixstadt und Schildberg, die Polizeidistrikte Grabow und Mixstadt und die Gemeindebezirke Bierzow, Borek mit Schildberg, Rojow und Sklarka-Myslniowska und die Gutsbezirke Rojow und Sflarka aus dem Polizeidistrikt Kobylagora). Am Gericht bestanden 1880 fünf Richterstellen. Das Amtsgericht war damit ein großes Amtsgericht im Landgerichtsbezirk. Der Amtsgerichtsbezirk kam aufgrund des Versailler Vertrages 1919 zu Polen, und das Amtsgericht stellte seine Arbeit ein. An seine Stelle trat das polnische Sąd Powiatowy w Kępnie. Im Jahre 1939 wurde Polen deutsch besetzt. Im Rahmen der Neuorganisation der Gerichte in Ostdeutschland und im ehemaligen Polen wurden das Landgericht Ostrowo neu gebildet und erneut dem Oberlandesgericht Ostrowo zugeordnet. Zu seinem Sprengel gehörten unter anderem das neu errichtete Amtsgericht Kempen.
Im Jahre 1945 wurde der Amtsgerichtsbezirk unter polnische Verwaltung gestellt, und die deutschen Einwohner wurden vertrieben. Damit endete auch die Geschichte des Amtsgerichtes Kempen.